# Lísky (Chvalnov-Lísky)
Lísky je západní část obce Chvalnov-Lísky v okrese Kroměříž. Prochází zde silnice II/433. Je zde evidováno 35 adres. Trvale zde žije 63 obyvatel.
Lísky je také název katastrálního území o rozloze 3,15 km2.

## Obyvatelstvo

### Struktura
Vývoj počtu obyvatel za celou obec i za jeho jednotlivé části uvádí tabulka níže, ve které se zobrazuje i příslušnost jednotlivých částí k obci či následné odtržení.
| Místní části   | Místní části | 1869 | 1880 | 1890 | 1900 | 1910 | 1921 | 1930 | 1950 | 1961 | 1970 | 1980 | 1991 | 2001 | 2011 |
| -------------- | ------------ | ---- | ---- | ---- | ---- | ---- | ---- | ---- | ---- | ---- | ---- | ---- | ---- | ---- | ---- |
| Počet obyvatel | část Lísky   | 151  | 180  | 155  | 153  | 156  | 173  | 183  | 125  | 129  | 112  | 93   | 64   | 63   | 48   |
| Počet domů     | část Lísky   | 28   | 30   | 33   | 32   | 33   | 33   | 40   | 39   | -    | 29   | 25   | 33   | 34   | 32   |